# Авангардное
Авангардное — посёлок в Гурьевском городском округе Калининградской области. Входит в состав Кутузовского сельского поселения.

## История
Населённый пункт Булиттен был основан в 1346 году.
В 1946 году Булиттен был переименован в посёлок Авангардное.

## Население
| 2002 | 2010 |
| ---- | ---- |
| 123  | ↗159 |

В 1910 году в Булиттене проживало 166 человек, в 1933 году — 484 человека, в 1939 году — 460 человек.